# Verein für Eichsfeldische Heimatkunde
Der Verein für eichsfeldische Heimatkunde e. V. mit Sitz in Heiligenstadt ist ein Verein für die Erforschung der Geschichte und Heimatkunde des Eichsfeldes.

## Geschichte
Der Verein für Eichsfeldische Heimatkunde wurde erstmals 1906 in Leinefelde in der ehemaligen Gaststätte Zur Insel gegründet. Vereinsorgan wurde die Zeitschrift Unser Eichsfeld. Eine Vereinigung mit dem ebenfalls im Jahr 1906 gegründeten Heimatkundlichen Verein des Untereichsfeldes gelang zunächst nicht. Im ersten Jahr nach der Gründung hatte der Verein etwa 240 Mitglieder, 1911 waren es 850 vor allem aus dem Obereichsfeld. Im Juni 1915 kam es zum Zusammenschluss vom Verein für Eichsfeldische Heimatkunde in Heiligenstadt und dem Heimatkundlichen Verein Untereichsfeld/Duderstadt zum Verein für Eichsfeldische Heimatkunde mit den zwei Gruppen Heiligenstadt und Duderstadt. Die Vereinstätigkeit sollte nicht nur den Heimatgedanken der Eichsfelder zu Hause stärken, sondern auch die seit dem 19. Jahrhundert ausgewanderten Eichsfelder in der Fremde, verschiedene auswärtige Ortsgruppen des Vereins schlossen sich schließlich zum Bund der Eichsfelder Vereine in der Fremde zusammen. Der Erste Weltkrieg und die nachfolgende Inflationszeit brachten für einige Jahre zahlreiche Einschränkungen in der Vereinsarbeit.
In der Zeit des Nationalsozialismus kam es zu einer Anpassung und Gleichschaltung des Vereins, öffentliche Nachrichten und Publikationen wurden immer seltener. Teilweise wurde die heimatkundliche Vereinsarbeit von NS-nahen Organisationen, wie dem NSLB weitergeführt. Im Zweiten Weltkrieg war keine geregelte Tätigkeit mehr möglich und der Verein löste sich schließlich 1943 auf und der Vertrieb des Vereinsorgans wurde eingestellt.
Nach Beendigung des Krieges war zunächst in der sowjetischen Besatzungszone und anschließend in der DDR keine staatsunabhängige Vereinsarbeit erwünscht, als heimatkundliche Schriftenreihe erschienen aber ab 1960 regelmäßig die Eichsfelder Heimathefte, herausgegeben vom Pädagogischem Kreiskabinett Worbis und dem Kulturbund der DDR.  Im Untereichsfeld wurde 1950 der Heimatverein Goldene Mark gegründet und von diesem die gleichnamige Heimatzeitschrift herausgegeben.
Nach der politischen Wende in der DDR und der Wiedervereinigung wurde im September 1991 der Verein für eichsfeldische Heimatkunde wiedergegründet und die Vereinszeitschrift Unser Eichsfeld erschien 1991 und 1992 wieder. Diese wurde 1993 schließlich eingestellt und das Eichsfeld Jahrbuch gemeinsam mit dem Untereichsfelder Heimatverein Goldene Mark herausgegeben.
Für herausragende Leistungen im Sinne der Vereinssatzung werden seit 2019 verdienstvolle Mitglieder des Vereins für Eichsfeldische Heimatkunde mit der 2019 gestifteten Ehrengabe ausgezeichnet. Folgende Vereinsmitglieder wurden bisher geehrt:
2019 Dr. Günther Wiegand, Flemhude, (PDF; 2,6 MB),
2020 Josef Keppler, Lindewerra, (PDF; 102 kB),
2020 Eduard Fritze, Wachstedt, (PDF; 88 kB),
2021 Edgar Rademacher, (1941–2024), Hüpstedt, (PDF; 2,4 MB),
2021 Franz Konradi, Uder, (PDF; 2,2 MB),
2022 Helmut Bömeke, (1942–2024), Duderstadt, (PDF; 49 kB),
2023 Helmut Mecke, Duderstadt, (PDF; 370 kB),
2024 Ulrich Hussong, Marburg, (PDF; 207 kB).

## Mitglieder
Gründungsmitglieder waren unter anderem Konrad Hentrich und Klemens Löffler, weitere bekannte Mitglieder waren damals:
- Karl Wüstefeld (1857–1937), Rektor, Organist und Heimatforscher
- Philipp Knieb
- Johannes Müller
- Julius Jaeger
- Franz Neureuter
- Martin Weinrich (1865–1925), Lehrer und Autor
- Aloys Mecke (1880–1950), Verleger

und nach 1991:
- Bernhard Opfermann (1913–1995), Priester, Heimatforscher und Autor
- Franz Konradi
- Josef Keppler
- Helmut Bömeke (1932–2024)
- Heinz Scholle
- Alfons Wüstefeld
- Dr. Werner Henning
- Heinrich Große
- Günter Fiedler
- Hans Georg Hildebrandt
- Albert Kohl
- Bernhard Hesse
- Hans-Heinrich Ebeling (1954–2016)
- Gerhard Reddemann (1932–2008)
- Helmut Mecke (* 1945), Herausgeber, Drucker und Verleger
- Hans-Gerd Adler (* 1941), Kommunalpolitiker
- Arno Wand (* 1943), Priester, Kirchenhistoriker und Autor
- Dieter Althaus (* 1958), Politiker

## Zweck

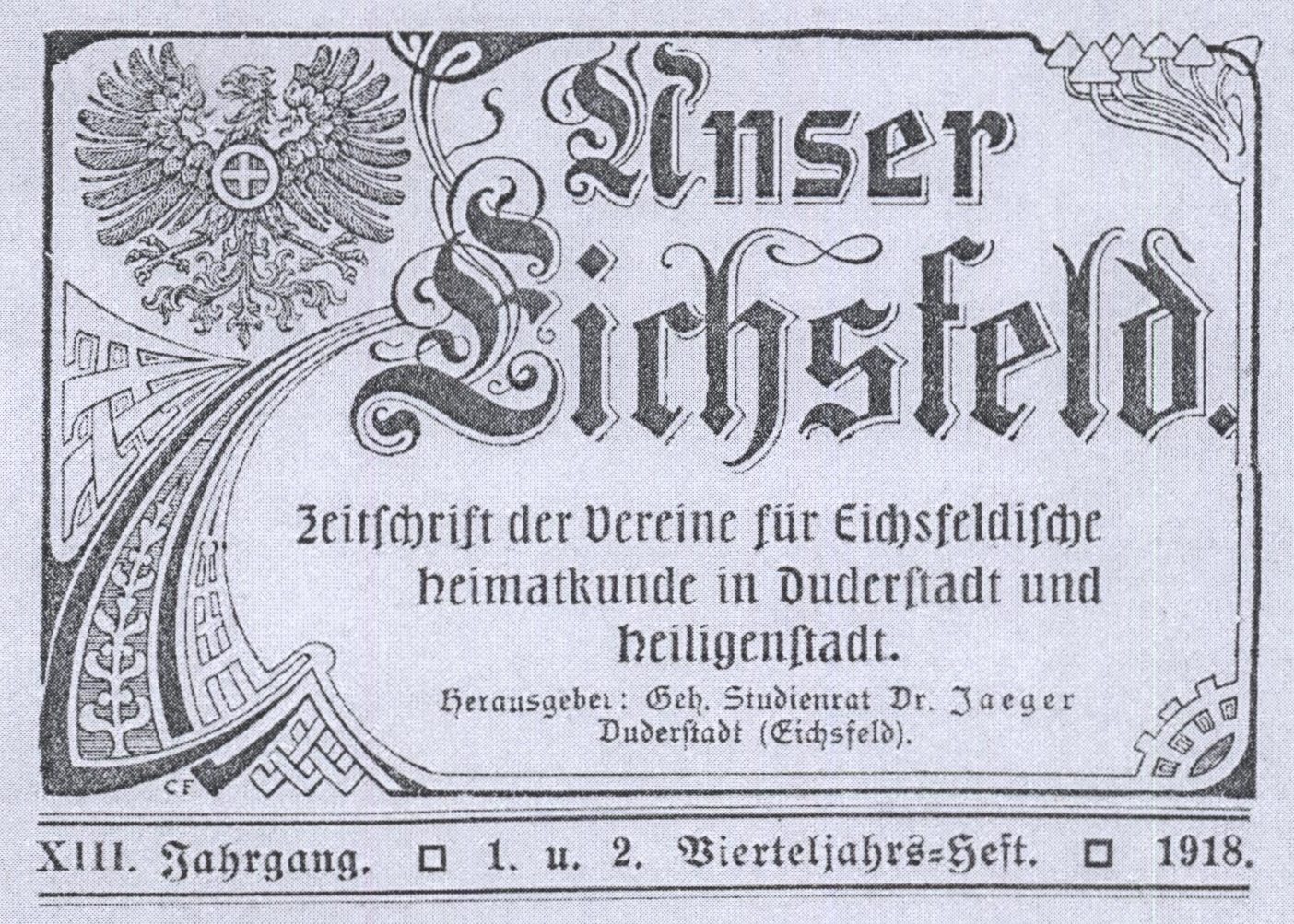
Die Zeitschrift „Unser Eichsfeld“ im Jahr 1918

- Heimatpflege und Erforschung der Geschichte des Eichsfeldes auf wissenschaftlicher Basis
- Herausgabe von Büchern und Publikationen
  - Unser Eichsfeld (1907 bis 1943, 1991 und 1992)
  - Eichsfeld-Jahrbuch (ab 1993)
  - Eichsfeldische Bibliographie (1978, 2015)
- Aktivitäten zur Errichtung eines Heimatmuseums in Duderstadt (1931) und Heiligenstadt (1932)[1]
- Sammlung von Zeugnissen und Dokumenten
- Unterstützung der Ortschronisten[2]
- Exkursionen, Vorträge und Ausstellungen
- Erinnerung an bedeutende Persönlichkeiten und Ereignisse:
  - Denkmal für Heinrich Werner in Kirchohmfeld (1910)
  - Gedenktafel für Theodor Storm in Heiligenstadt (1921)
  - Gedenktafel für Hermann Iseke in Holungen (1924)
  - Gedenktafel für Johann Wolfgang von Goethe in Duderstadt (1927)
  - Gedenktafel für Johann Carl Fuhlrott  in Leinefelde (1931)
  - Konrad-Martin-Kreuz auf dem Hülfensberg zusammen mit dem Bund der Eichsfelder Vereine in der Fremde (1933)
  - Gedenktafel für Carl Duval im Klüschen Hagis (1936)